# 阿尔延·罗本
阿尔延·罗本（荷蘭語：Arjen Robben，發音：[ˈɑrjə(n) ˈrɔbə(n)] ⓘ；1984年1月23日—），荷蘭前足球運動員，公認為告魯夫之後另一位荷蘭球王，素有內切王、左腳王、小飛俠等稱號。曾經長期效力于德甲班霸拜仁慕尼黑队，最後效力於荷甲母會格羅寧根。他曾是前荷蘭國家隊隊長，世界足壇頂尖傳奇巨星之一。
罗本在荷甲球會格羅寧根成名。两年后，他签约荷甲球會燕豪芬，在效力期间获得荷兰足球新秀奖、告魯夫獎和一次荷甲冠军。罗本于2004年赛季末转会英超球會切尔西。虽然在切尔西的首演因伤病而被推延，但他在恢复健康后帮助球队连续两次夺得英超冠军，并于2005年11月成为英超月度最佳球员。在英格兰度过了三个被伤病困扰的赛季后，罗本以约3500万欧元的转会费转投西甲俱乐部皇家马德里，但之后很快于2009年8月以约2500万欧元的价格转投德甲球會拜仁慕尼黑，并在首次登场的比赛中打入两球。拜仁在当赛季获得了德甲冠军，他在拜仁的第一个赛季也使他赢得了德國足球先生的荣誉。在2013年歐冠決賽中，罗本於89分鐘攻入制胜球帶領拜仁重返歐洲之巔，并成为全场最佳。
2018-19赛季完結後洛賓離開德甲球會拜仁慕尼黑。2019年7月宣布正式退役。
羅本於2020年6月于短暫宣佈復出，跟母會格羅寧根簽約一年，2020/2021球季隨隊征戰荷甲聯賽后，于2021年再次宣佈挂靴正式退役。

## 外号
罗本善于冲刺踢球的风格，因而被称作“小飞侠”，加上由于姓氏跟蝙蝠侠的主要角色罗宾发音类似，罗宾成为他另外一个外号，每逢出场时，球迷会塑造罗本如罗宾一样，为他打气。

## 球會生涯

### 國內效力
罗本出身於荷甲的格羅寧根。2000年，當時年僅16歲的罗本僅用了一個冬天便從一名青訓球員升級為球隊的正選球員，雖然身體條件不佔優勢，但他傳控球的技術已經明顯與場上隊友們水準拉開差距，最終在該球季被評為球隊年度最佳球員。
2002年，罗本轉會到了荷甲三強之一的PSV燕豪芬。在燕豪芬隊的處子球季，该名18歲的年輕人就在代表球隊上陣的33場比賽中攻入12個入球，協助球隊赢得荷甲冠軍。隨後的2003/2004球季的開始對於罗本十分順利，可惜其在球季下半程，由於外界壓力等各方面原因，他開始頻頻受傷。傷病在该名荷蘭球星之後的職業生涯中頻繁出現。而他也因此得到「玻璃腳」的綽號。

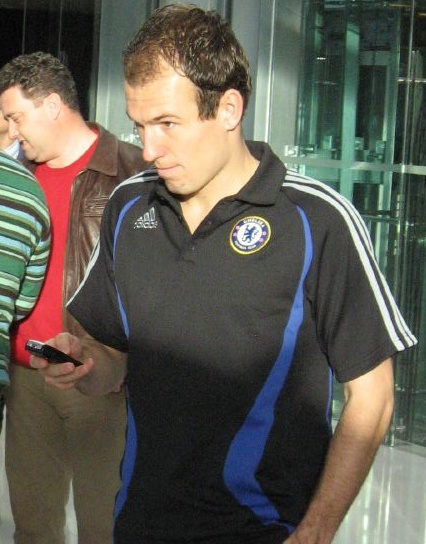
洛賓在車路士（2004-07）。

### 車路士
英超球會車路士於2004年引進了這名荷蘭球員，罗本在車路士渡過了成功的一季，他在邊線以高速盤球發難的本领，使防守球員極為頭痛。他的打法更是充滿了智慧，他更善於個人突破，在車路士的他，與杜夫雙翼齊飛，使他更如魚得水。罗本不僅在加盟的當年就率領車路士奪得闊別五十年之久的頂級聯賽冠軍，更在第二年帶領球隊衛冕成功。
在他缺陣的首八輪英超聯賽事，車路士取得5勝2和1負的成績，全隊只得8個入球，但當他在第九輪主場對布力般流浪的賽事中復出後，車路士的英超聯賽入球突然急升，是役車路士已早早領先對手，罗本在63分鐘入替祖·高爾，雖然沒有取得入球，但表現甚為出色。
車路士在之後的第十輪至第廿五輪英超聯賽事，竟取得共41個入球，不少入球有賴罗本的高速般盤球和致命傳送而造成的。2004-05年的球季，他上陣18場攻入了7球。

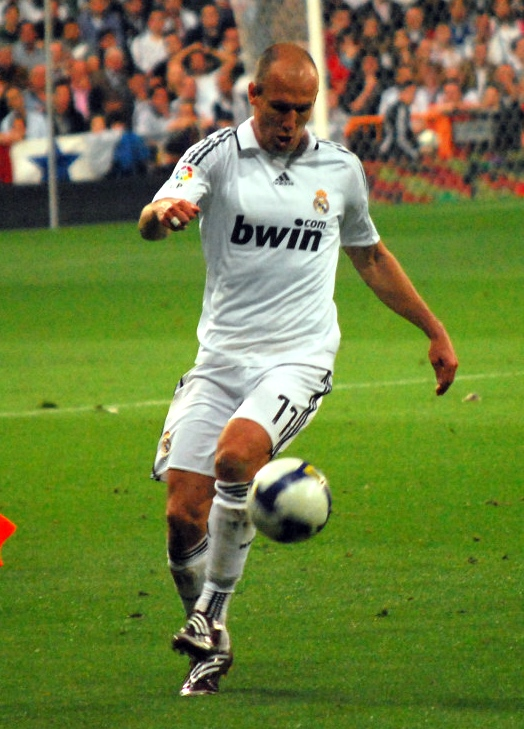
罗本效力皇家馬德里

### 皇家馬德里
2007年8月23日，罗本由車路士轉投應屆西甲冠軍皇家馬德里，轉會費達3,500萬歐元。在西甲賽場，羅本依靠他的速度和技術繼續大殺四方，並迅速成為球隊左翼正選。2009年，隨著克里斯蒂亚诺·罗纳尔多和卡卡加盟皇馬，羅本被新銀河艦隊放棄，最終選擇離開。

### 拜仁慕尼黑
2009年8月27日罗本加盟德甲球會拜仁慕尼黑，轉會費2,500萬歐元，穿上10號球衣。加盟拜仁兩天之後他便在對陣衛冕冠軍禾夫斯堡隊的德甲聯賽下半時入替出場，並且梅開二度幫助球隊以3:0擊敗對手，成功完成了在德甲賽場的首秀。2010年1月18日罗本在拜仁訓練進行6對6小型對抗作賽中，被拿姆從身後鏟斷，罗本起身後雙手掐住拉姆的脖子將其按在地上並且叫罵，幸得和及時上前化解衝突。罗本於09-10下半季表現驚人，下半季在各項賽事合共攻入19球，成為球隊下半季於聯賽從後居上的關鍵人物，在2010年4月17日對漢諾威96的德甲賽事首次大演帽子戲法攻入3球，協助球隊大勝7-0；並在歐冠盃16強與8強射入世界波，分別淘汰了費倫天拿及曼聯；於德國盃四強對史浩克04加時階段獨自過關斬將，妙射破網，帶領拜仁於德國盃和德甲取得冠軍，亦同時成為拜仁09-10球季首席射手。惟歐冠盃決賽敗於國際米蘭，未能為球隊奪得三冠王。
2012年5月3日，據報導，羅本已經與拜仁簽訂了一份新合同到2015年。
在2011/12賽季歐洲冠軍聯賽半決賽次回合對陣老東家皇馬，拜仁作客2-0落後，羅本在第27分鐘攻入點球令比分改寫為2-1，總計3-3平手。加時後比分仍然不變，最終拜仁在贏得點球大戰後晉級決賽。
在決賽中，羅本再和老東家車路士相遇。90分鐘法定時間兩隊賽和1-1，必須加時分勝負。加時上半場三分鐘，拜仁獲得十二碼，洛賓為拜仁操刀，但他一射欠缺角度被前隊友切赫擋出再回身接稳皮球。如果這球進了，拜仁慕尼黑將取得領先並很有望奪冠。加時再戰比分依然維持一比一，需以互射十二碼分勝負。在點球大戰中，切爾西贏得最後的冠軍。這是羅本過去兩年中第四次在重要比赛的決賽中獲得亞軍（世界杯決賽，兩次歐冠盃決賽和德国足协杯）。
2013年2月27日於德國盃八強對多蒙特攻入全場唯一入球並淘汰對手。
在2012/13賽季歐洲冠軍聯賽，羅本對巴塞隆拿的歐冠盃準決賽兩回合交中，洛賓都取得入球，幫助拜仁7:0擊潰巴萨，並連續兩年殺入決賽。
最終，在2012/13賽季歐洲冠軍聯賽決賽中，上半場浪費了3次單刀機會。幸好下半場貢獻1入球1助攻，89分鐘單刀射入奠定勝局一球，協助球隊以2:1戰勝多蒙特，奪得球會十二年來首個歐冠盃冠軍，亦是個人第一座歐冠盃冠軍，賽後當選全場最佳球員。
2018-19赛季结束后，罗本离队，之後亦宣布退休。

### 复出球壇
2020年6月27日，罗本宣布于老東家格羅寧根复出，以幫助球隊從COVID-19的挫折中恢復過來。
他在季前赛对阵比勒费尔德的友谊赛中为格罗宁根队攻入了他的第一个进球。2020年9月13日，在对阵埃因霍温的比赛中，他首次代表格罗宁根队出场，但仅上场28分钟就因伤被换下。

## 國家隊生涯

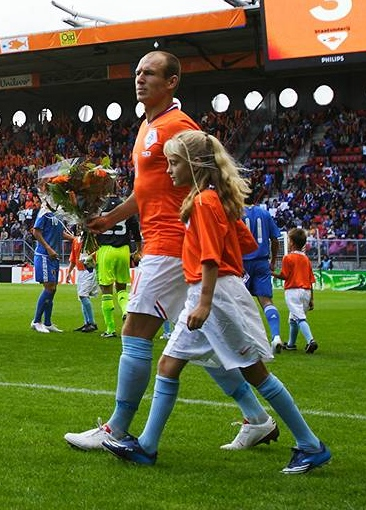
2009年罗本和日本隊的一場比賽前。

在國家隊方面，罗本是荷蘭名將马尔科·范巴斯滕的其中一名大將之一，他良好的側擊能力使一向崇尚進攻的荷蘭國家隊猶如如虎添翼般，以他高超的技術，可越過任何一位出色的防守球員，更被防守球員不安的是他在前鋒線上不停的走位多變，不但可助前鋒製造入球機會，也可自行推進以爭取入球。
2004年歐洲國家盃，在分組賽與捷克那場令人窒息的對攻大戰中，罗本表現突出，一人包攬兩個助攻。在八強戰，正是憑藉罗本最後一個關鍵的入球，荷蘭才得以在十二碼大戰中以5-4淘汰瑞典。
2006年世界杯，罗本、范尼斯特鲁伊及范佩西組成了一個強勁的三箭頭組合。於分組賽時，擔任左翼的罗本和右路的雲佩斯曾經公開批評對方太「獨食」，不過這個三箭頭陣式卻仍然令不少強隊畏懼。一般認為，罗本與雲佩斯這個翼鋒組合將會是荷蘭的一股新興勢力。
2008年歐洲國家盃期間，由於傷病的原因，罗本並未處在最佳狀態。但他仍在對陣法國隊的比賽中射入一個匪夷所思的精彩入球。
2010年世界盃阿揚·罗本在準決賽中攻入一球，並率領荷蘭隊進入決賽。可是在對陣西班牙時罗本兩度浪費單刀良機，荷蘭隊只能屈居亞軍。
2012年歐洲國家盃荷蘭隊表現差勁，罗本更不斷浪費機會，球隊終在分組賽上三場全敗出局。
2014年世界盃，阿揚·罗本在分組賽第一場對陣上屆冠軍西班牙，罗本攻入兩次精彩進球助荷蘭5:1大勝西班牙，其中第一球（荷蘭隊的第二分）他在禁區邊緣接應布林德的傳球，在一挑二中憑著腳法擺脫了拉莫斯和皮克的糾纏後得分，第二球（荷蘭隊的第五分）更是將其小飛俠的綽號體現的淋漓盡致：他從己方半場一路飛奔，甩掉了拉莫斯揚長而去，在禁區邊緣接應到了斯奈德的長傳，晃到卡西亞斯後當著終於趕到的拉莫斯面前射門得分，這段半場長度的衝刺中最高速達到了37km/h（整段衝刺的平均速度則是35.2km/h），打破了男子足球正式比賽中的速度記錄；對澳洲亦攻入一球；其後十六強對陣墨西哥，比賽中兩次假摔，第二次假摔位於完場前，成功為球隊搏得十二碼，助球隊2:1反勝墨西哥，賽後FIFA完全不吭聲。在季軍戰對上巴西僅兩分鐘就以快速的腳法過人令對手漏掉防守長驅直入，最後雖被對方隊長席爾瓦拉倒，但同樣也為球隊要得十二碼攻入第一分。（這球的情況是一個禁區外的惡性犯規，應該是要判給荷蘭一個在犯規發生處的直接自由球及直接紅牌驅逐席爾瓦，最後卻給了荷蘭一個禁區內犯規時才會給的十二碼，另一邊席爾瓦卻也只領到一張黃牌，引起不少爭議）最後荷蘭3:0擊敗巴西，奪得季軍，羅本在最佳球員評選中名列第三，僅次於決賽雙方的王牌射手梅西和穆勒。
2015年原隊長范佩西陷入低潮，罗本被任命為荷蘭隊隊長。但在之後的2016年歐洲國家盃及2018年世界盃，荷蘭皆未能通過資格賽。罗本隨即宣布退出國家隊。

### 2014世界杯假摔事件
墨西哥對陣荷蘭的十六強賽經過90分鐘，比數1-1。6分鐘補時期間，荷蘭翼鋒阿揚·羅本被墨西哥後衛拉菲爾·馬奎斯踢倒而被判犯規，隨後荷蘭十二碼射手克拉斯-揚·亨特拉爾一記絕殺進球，將比數定格在2-1，從而淘汰墨西哥。羅本因使用假摔來賺取十二碼機會遭到記者廣泛譴責而出名。賽後，墨西哥主帥米格爾·艾雷拉與葡萄牙裁判佩德羅·普羅恩卡發生口角，他隨後在採訪時表示：「這是一屆所有人針對墨西哥的世界盃。」隨後他又在新聞發布會上詳細闡述：「四場比賽里，我們有三個災難性的判罰，這是最糟糕的。羅本三次為搏十二碼假摔，這不得不要警醒他。如果你想學這種作弊的傢伙，那他就不敢再耍花招了。」羅本賽後承認比賽期間倒地太明顯，並為此道歉：「有一次（最終變成）十二碼，對方進入禁區，我就輕易地摔倒，我不應該那樣。」羅本也表示，上半場有兩個禁區內犯規針對他。但照馬爾克斯所述，羅本在賽後供認「補時不是為了搏十二碼，但之前的是」，這也就違背了他在發布會上的發言。

## 比賽風格
罗本是左脚球员，但他多在場上司职右边锋，他的变速和变向動作使對手防不勝防，内切后經常使用左脚射門，而且射門極具威脅。由於速度出众，腳法出色，對手即使能判斷罗本大多内切，但亦難以阻擋。在車路士他和杜夫频繁地左右换位，效力拜仁时則配合列貝利，雙翼齊飛的打法令对手更难以盯防。不過洛賓經常在球場上假摔博取十二碼而引起不少爭議及對家球迷不滿。
羅本的球風雖兼具觀賞性與威力但是此種打法非常傷腳，所以羅本生涯有將近一半的時間在病榻上度過，這缺失大大扼殺了羅本的歷史定位。

## 評價
西德傳奇球星：「羅本和里貝里與梅西和是同一類別的球員，他們的個人能力可以把一個優秀的球隊提升至極好的球隊。」。

## 國際賽入球
| #   | 日期           | 地點                                | 對手                 | 入球 | 比數 | 比賽                   |
| --- | -------------- | ----------------------------------- | -------------------- | ---- | ---- | ---------------------- |
| 1.  | 2003年10月11日 | 飛利浦球場, 燕豪芬, 荷蘭            | 摩尔多瓦             | 5–0  | 5–0  | 2004年歐洲國家盃外圍賽 |
| 2.  | 2004年2月18日  | 阿姆斯特丹球場, 阿姆斯特丹, 荷蘭    | 美国                 | 1–0  | 1–0  | 友誼賽                 |
| 3.  | 2004年11月17日 | 迷你球場, 巴塞隆拿, 西班牙          | 安道尔               | 0–2  | 0–3  | 2006年世界盃外圍賽     |
| 4.  | 2005年6月4日   | 飛燕諾球場, 鹿特丹, 荷蘭            | 羅馬尼亞             | 1–0  | 2–0  | 2006年世界盃外圍賽     |
| 5.  | 2005年8月17日  | 飛燕諾球場, 鹿特丹, 荷蘭            | 德国                 | 1–0  | 2–2  | 友誼賽                 |
| 6.  | 2005年8月17日  | 飛燕諾球場, 鹿特丹, 荷蘭            | 德国                 | 2–0  | 2–2  | 友誼賽                 |
| 7.  | 2006年6月11日  | 中央球場, 萊比錫, 德國              | 塞爾維亞與蒙特內哥羅 | 0–1  | 0–1  | 2006年世界盃           |
| 8.  | 2006年8月16日  | 蘭士登路球場, 都柏林, 愛爾蘭        | 愛爾蘭               | 0–2  | 0–4  | 友誼賽                 |
| 9.  | 2008年6月1日   | 飛燕諾球場, 鹿特丹, 荷蘭            |                      | 2–0  | 2–0  | 友誼賽                 |
| 10. | 2008年6月13日  | 瑞士首都球場, 伯爾尼, 瑞士          | 法國                 | 3–1  | 4–1  | 2008年歐洲國家盃       |
| 11. | 2009年6月10日  | 飛燕諾球場, 鹿特丹, 荷蘭            | 挪威                 | 2–0  | 2–0  | 2010年世界盃外圍賽     |
| 12. | 2010年6月5日   | 阿姆斯特丹球場, 阿姆斯特丹, 荷蘭    | 匈牙利               | 3–1  | 6–1  | 友誼賽                 |
| 13. | 2010年6月5日   | 阿姆斯特丹球場, 阿姆斯特丹, 荷蘭    | 匈牙利               | 6–1  | 6–1  | 友誼賽                 |
| 14. | 2010年6月28日  | 德班球場, 德班, 南非                | 斯洛伐克             | 1–0  | 2–1  | 2010年世界盃           |
| 15. | 2010年7月6日   | 開普敦球場, 開普敦, 南非            | 乌拉圭               | 3–1  | 3–2  | 2010年世界盃           |
| 16. | 2012年2月29日  | 溫布萊球場, 倫敦, 英格蘭            | 英格兰               | 0–1  | 2–3  | 友誼賽                 |
| 17. | 2012年2月29日  | 溫布萊球場, 倫敦, 英格蘭            | 英格兰               | 2–3  | 2–3  | 友誼賽                 |
| 18. | 2013年6月7日   | 格羅拉蓬卡諾體育場, 雅加達, 印尼    | 印度尼西亞           | 0–3  | 0–3  | 友誼賽                 |
| 19. | 2013年9月6日   | 阿勒柯克競技場, 塔林, 愛沙尼亞      | 爱沙尼亚             | 0–1  | 2–2  | 2014年世界盃外圍賽     |
| 20. | 2013年10月11日 | 阿姆斯特丹球場, 阿姆斯特丹, 荷蘭    | 匈牙利               | 8–1  | 8–1  | 2014年世界盃外圍賽     |
| 21. | 2013年10月15日 | 薩拉科格魯球場, 伊斯坦堡, 土耳其    | 土耳其               | 0–1  | 0–2  | 2014年世界盃外圍賽     |
| 22. | 2013年11月16日 | 克里斯蒂競技場, 亨克, 比利時        | 日本                 | 0–2  | 2–2  | 友誼賽                 |
| 23. | 2014年6月4日   | 阿姆斯特丹球場, 阿姆斯特丹, 荷蘭    |                      | 1–0  | 2–0  | 友誼賽                 |
| 24. | 2014年6月13日  | 新水源體育場, 薩爾瓦多, 巴西        | 西班牙               | 1–2  | 1–5  | 2014年世界盃           |
| 25. | 2014年6月13日  | 新水源體育場, 薩爾瓦多, 巴西        | 西班牙               | 1–5  | 1–5  | 2014年世界盃           |
| 26. | 2014年6月18日  | 河岸球場, 阿雷格里港, 巴西          |                      | 0–1  | 2–3  | 2014年世界盃           |
| 27. | 2014年11月16日 | 阿姆斯特丹球場, 阿姆斯特丹, 荷蘭    | 拉脫維亞             | 2–0  | 6–0  | 2016年歐洲國家盃外圍賽 |
| 28. | 2014年11月16日 | 阿姆斯特丹球場, 阿姆斯特丹, 荷蘭    | 拉脫維亞             | 5–0  | 6–0  | 2016年歐洲國家盃外圍賽 |
| 29. | 2015年11月16日 | 卡迪夫城球場, 卡迪夫, 威爾斯        |                      | 1–2  | 2–3  | 友誼賽                 |
| 30. | 2015年11月16日 | 卡迪夫城球場, 卡迪夫, 威爾斯        | 2–3                  |      | 2–3  | 友誼賽                 |
| 31. | 2016年11月13日 | 若西·巴特爾體育場, 盧森堡市, 盧森堡 | 盧森堡               | 0–1  | 1–3  | 2018年世界盃外圍賽     |
| 32. | 2017年6月4日   | 飛燕諾球場, 鹿特丹, 荷蘭            |                      | 2–0  | 5–0  | 友誼賽                 |
| 33. | 2017年6月9日   | 飛燕諾球場, 鹿特丹, 荷蘭            | 盧森堡               | 2–0  | 3–1  | 2018年世界盃外圍賽     |
| 34. | 2017年9月3日   | 阿姆斯特丹球場, 阿姆斯特丹, 荷蘭    | 保加利亚             | 1–0  | 5–0  | 2018年世界盃外圍賽     |
| 35. | 2017年10月7日  | 鮑里索夫競技場, 鮑里索夫, 白俄羅斯  | 白俄羅斯             | 1–2  | 1–3  | 2018年世界盃外圍賽     |
| 36. | 2017年10月10日 | 阿姆斯特丹球場, 阿姆斯特丹, 荷蘭    | 瑞典                 | 1–0  | 2–0  | 2018年世界盃外圍賽     |
| 37. | 2017年10月10日 | 阿姆斯特丹球場, 阿姆斯特丹, 荷蘭    | 瑞典                 | 2–0  | 2–0  | 2018年世界盃外圍賽     |

## 榮譽

### 俱乐部
PSV埃因霍温
- 荷甲冠軍：2002/03
- 告魯夫盾 (荷蘭超級盃)：2003
- 和平盃：2003

切尔西
- 英超冠軍：2004/05、2005/06
- 英格蘭足總盃：2007
- 英格蘭社區盾：2005
- 英格蘭聯賽盃：2005、2007

皇家馬德里
- 西甲冠軍：2007/08
- 西班牙超級盃：2008

拜仁慕尼黑

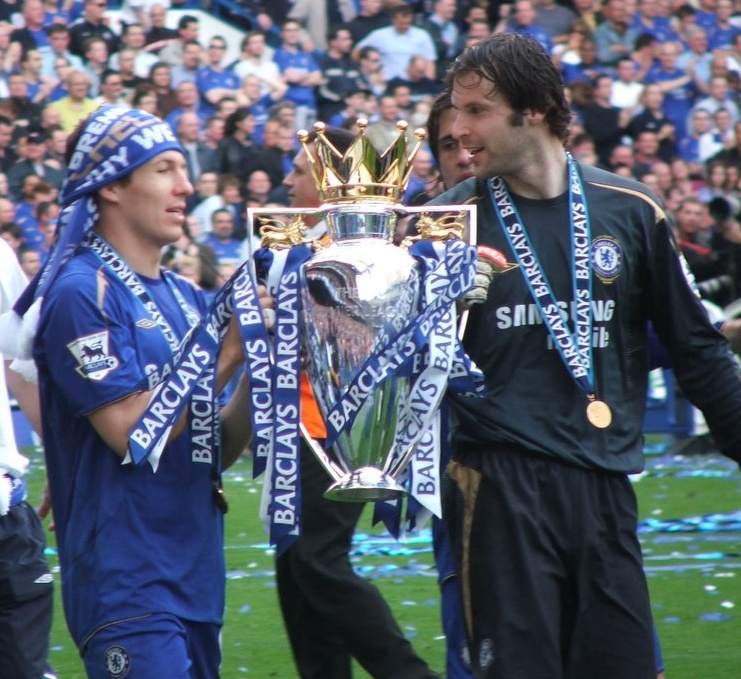
罗本與隊友切赫慶賀切尔西衛冕英超冠軍。

- 德甲冠軍：2009/10、2012/13、2013/14、2014/15、2015/16、2016/17、2017/18、2018/19
- 德國盃冠軍：2009/2010、2012/13、2013/14、2015/16、2018/19
- 德國超級盃：2010、2012、2016、2017、2018
- 歐洲聯賽冠軍盃冠軍：2012/13
- 欧洲超级杯冠军：2013
- 世界冠軍球會盃冠軍：2013

### 個人
- 荷甲年度最佳年輕球員：2003年；
- PFA年度最佳陣容：2005年；
- 21歲以下歐洲足球先生：2005年；
- 英超每月最佳球員：2004年11月；
- 英超每月最佳入球：2005年12月；
- 德國足球先生：2010年
- 國際足聯年度最佳陣容：2014年
- 荷蘭年度最佳運動員：2014年

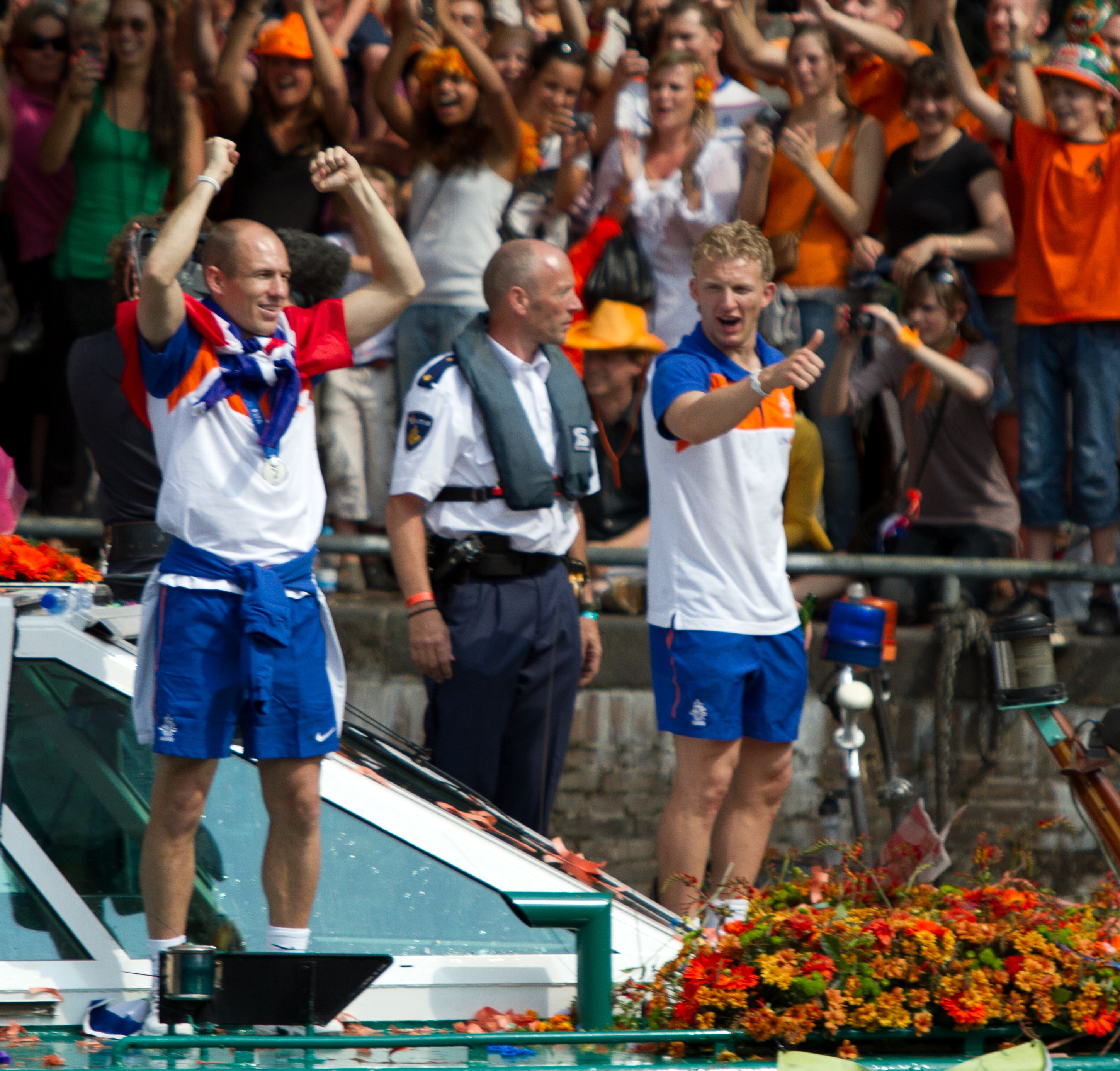
洛賓與隊友库伊特世界盃歸來泛舟阿姆斯特丹。

- 世界盃銅球獎（最傑出球員第三名）：2014年

## 外部連結
- Soccerway資料庫：阿尔延·罗本
- 足球数据库：Arjen Robben的球员统计数据